# Obere Kapfenhardter Mühle

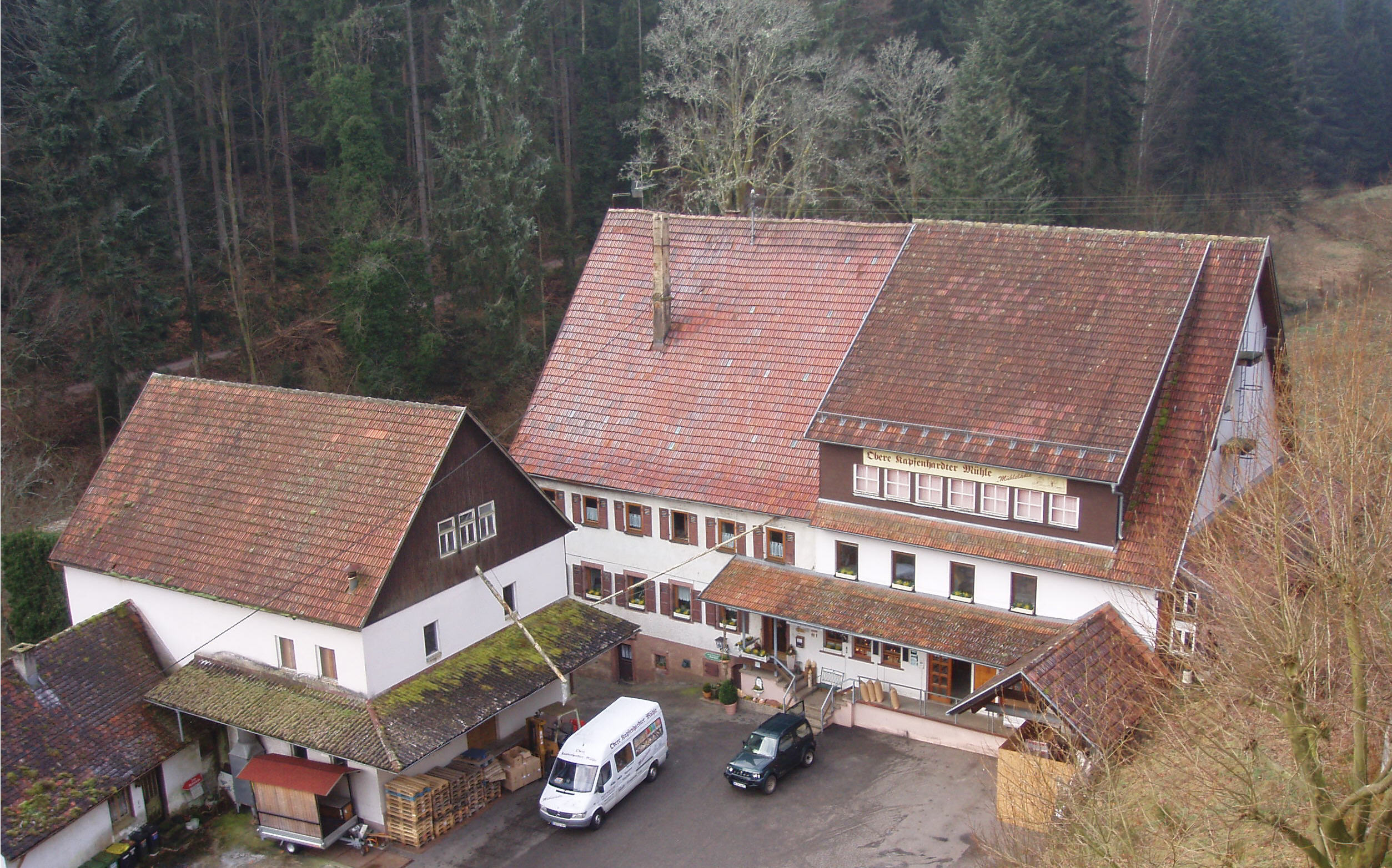
Obere Kapfenhardter Mühle

Die Obere Kapfenhardter Mühle ist eine Getreidemühle im Landkreis Calw, südöstlich des Unterreichenbacher Ortsteils Kapfenhardt, im Kapfenhardter Tal. Sie besteht seit mindestens dem 14. Jahrhundert.

## Geschichte
Für das Jahr 1332 ist eine Stiftung des Grafen Ulrich III. von Württemberg belegt. Er entrichtete einen jährlichen Zins an die St.-Egidien-Kapelle in Neuenbürg aus den Einnahmen, die er mit der Oberen Kapfenhardter Mühle erzielte.
Diese Mühle war Bannmühle für die Bauern von Kapfenhardt, Grunbach, Salmbach und Engelsbrand, was bedeutete, dass sie ihr Korn nur hier mahlen lassen durften. In späterer Zeit dehnte sich das Gebiet noch auf Langenbrand aus.
Während die Getreidemühle nach wie vor besteht, ist von einer Ölmühle, die zeitweise ebenfalls hier betrieben wurde, nur noch das Gebäude vorhanden und die 1860 in einer Oberamtsbeschreibung erwähnten weiteren Mühlenteile – eine Hanfreibe, eine Schleif- und eine Sägmühle – heute nicht mehr nachweisbar. Die Getreidemühle wurde 1984 modernisiert und ist rund um die Uhr in Betrieb. Sie wird heutzutage elektrisch betrieben, die Energie wird durch Wasserkraft gewonnen. In der Regel nimmt die Obere Kapfenhardter Mühle am Deutschen Mühlentag teil.
Die Obere Kapfenhardter Mühle befindet sich seit elf Generationen bzw. seit 1693 im Besitz der Familie Mönch, die schon früh auch Übernachtungsgäste aufnahm. Der bekannteste Gast dürfte Ludwig Auerbach gewesen sein, der angeblich durch den Aufenthalt im Kapfenhardter Mühlental 1874 zu seinem Schwarzwaldlied inspiriert wurde. Bis 1962 war in dem heute als Laden genutzten Gebäude eine Gastwirtschaft untergebracht, die dann in einen am linken Talrand errichteten Neubau umzog. Hier befindet sich heute Mönchs Waldhotel.